# Piero Piccioni

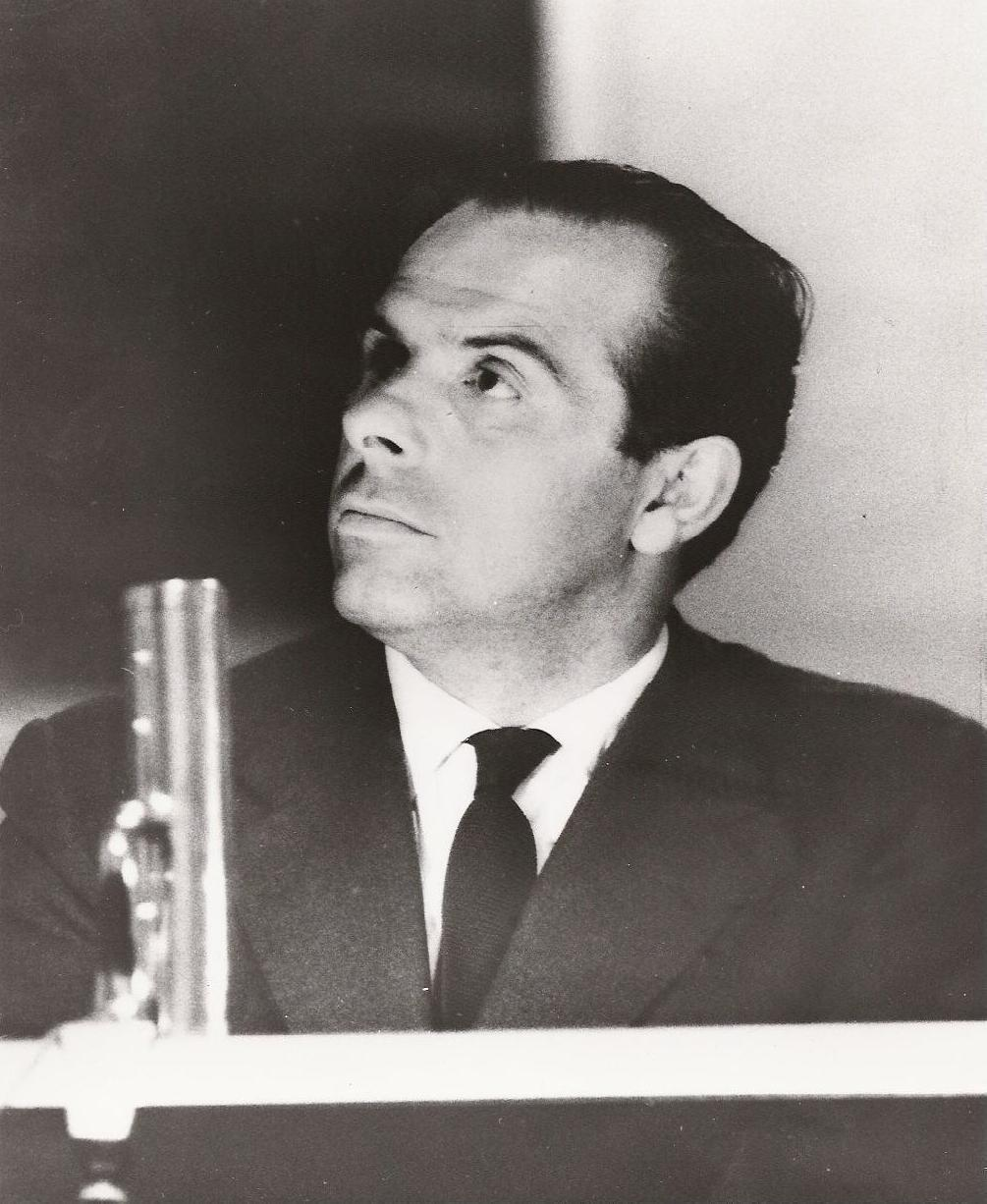
Piero Piccioni

Piero Piccioni (vollständiger Name: Gian Piero Piccioni; * 6. Dezember 1921 in Turin; † 23. Juli 2004 in Rom) war ein italienischer Filmkomponist und Anwalt.

## Leben
Piccioni, der Autodidakt war, begann seine musikalische Karriere 1938 als Pianist und spielte in einem Jazzorchester, der 013 Big Band. Nach dem Ende des italienischen Faschismus 1944 gründete er seine eigene Band, mit der er in Rom populär wurde. Er spielte auch mit Oscar De Meyo.
Ab 1952 schrieb er auf Vermittlung von Michelangelo Antonioni erste Filmmusiken (für Werke von Luigi Polidoro und Gianni Franciolini).
Negative Schlagzeilen machte er im April 1953 als Verdächtiger im Todesfall der Wilma Montesi, eines Models. Die Freundschaft zur Schauspielerin Alida Valli half, die Affäre zu überstehen; die Karriere seines Vaters, des Politikers Attilio Piccioni, war damit allerdings schwer beschädigt.
Als Rechtsanwalt hatte er mit der Filmindustrie auch durch die Sicherung von Filmrechten Kontakt und begann so, ab 1959 als Komponist für die Leinwand zu arbeiten; herausragend sind seine Arbeiten zu Filmen mit Alberto Sordi, für den er Dutzende von Filmen musikalisch illustrierte. In seiner vier Jahrzehnte andauernden Karriere schrieb Piccioni für über 170 Filme von Bernardo Bertolucci, Tinto Brass, Luigi Comencini, Vittorio De Sica, Alberto Lattuada, Radley Metzger, Mario Monicelli, Antonio Pietrangeli, Dino Risi, Francesco Rosi,  Roberto Rossellini,  Luchino Visconti oder Lina Wertmüller.
In den 1950er Jahren benutzte er das Pseudonym Piero Morgan.

## Auszeichnungen
- 1963: Nastro d’Argento (für Wer erschoss Salvatore G.?)
- 1975: David di Donatello (für Hingerissen von einem ungewöhnlichen Schicksal im azurblauen Meer im August)
- 1975: Anna Magnani Award
- 1979: Vittorio De Sica Award
- 1991: Prix International Lumière

## Filmmusiken (Auswahl)
- 1959: Auf St. Pauli ist der Teufel los (I magliari)
- 1960: Der Bucklige von Rom (Il gobbo)
- 1960: Bel Antonio (Il bell'Antonio)
- 1960: Das Haus in der Via Roma (La viaccia)
- 1960: Adua und ihre Gefährtinnen (Adua e le compagne)
- 1961: Romulus und Remus (Romolo e Remo)
- 1961: Trauen Sie Alfredo einen Mord zu? (L’assassino)
- 1961: Wer erschoß Salvatore G.? (Salvatore Giuliano)
- 1962: Schwarze Seele (Anima nera)
- 1962: La commare secca
- 1963: Amore in Stockholm (Il diavolo)
- 1963: Die Hände über der Stadt (Le mani sulla città)
- 1964: Minnesota Clay
- 1965: Ich habe sie gut gekannt (Io la conoscevo bene)
- 1965: Sie nannten ihn Gringo
- 1965: Das zehnte Opfer (La decima vittima)
- 1966: Jagt den Fuchs! (Caccia alla volpe)
- 1967: Fedra West
- 1967: Schöne Isabella (C'era una volta…)
- 1967: Hexen von heute
- 1968: Keine Rosen für OSS 117 (Pas de roses pour OSS 117)
- 1968: Django spricht kein Vaterunser (Quel caldo maledetto giorno di fuoco)
- 1968: Sartana – Bete um Deinen Tod (…Se incontri Sartana prega per la tua morte)
- 1968: Bora Bora
- 1969: Kameliendame 2000 (Camille 2000)
- 1970: Bataillon der Verlorenen (Uomini contro)
- 1970: Die Höllenhunde (La spina dorsale del diavolo)
- 1971: In nome del padre, del figlio e della Colt
- 1971: Das Licht am Ende der Welt (The Light at the Edge of the World)
- 1971: Die Ratten von Amsterdam (Puppet on a Chain)
- 1971: La primera entrega
- 1972: Mimi, in seiner Ehre gekränkt (Mimì metallurgico ferito nell’onore)
- 1972: Der Mönch und die Frauen (Le Moine)
- 1972: Una colt in mano al diavolo
- 1972: Judas… ¡toma tus monedas!
- 1973: Il giustiziere di Dio
- 1973: Zahl und stirb (Sei bounty killers per una strage)
- 1974: Schöne Isabella (C’era una volta… )
- 1975: Warum bellt Herr Bobikow? (Cuore di cane)
- 1975: Lucky Luciano (Lucky Luciano)
- 1976: Die Macht und ihr Preis (Cadaveri eccellenti)
- 1976: Karamurat – sein Kungfu ist tödlich (Kara Murat şeyh gaffar'a karşı)
- 1979: Christus kam nur bis Eboli (Cristo si è fermato a Eboli)
- 1981: Drei Brüder (Tre fratelli)
- 1985: Quo vadis? (Quo vadis?) (Fernseh-Miniserie)
- 1987: Chronik eines angekündigten Todes (Cronaca di una morte annunciata)
- 1987: Ein Kind mit Namen Jesus (Un bambino di nome Gesù) (Fernseh-Miniserie)